# Sweet Sensation
Sweet Sensation foi um girl group estadunidense de freestyle, originário de The Bronx, Cidade de Nova Iorque. O grupo era originalmente composto por Betty "Dee" LeBron e as irmãs Margie e Mari Fernandez. Sheila Vega substituiu Mari em 1988. Todas de ascendência porto-riquenha. O grupo foi formado em 1986 e lançou álbuns até 1992. Sua música "If Wishes Came True" é seu maior sucesso, liderando a parada da Billboard Hot 100, por uma semana, em 1990.

## Integrantes

### Recentes
- Betty "Dee" LeBron (1985–1993, 2005–2008, 2018–2021)
- Margie Fernandez (1985–1991, 2015–2017)
- Mari Fernandez (1985–1988, 2015–2017)
- Sheila Vega (1988–1991, 2005–2008, 2015–2017)

### Anteriores
- Mya (1991)
- Belle Ritter (1991–1993, 2018–2021)
- Jeanette "Jenae" Colón (1991–1993, 2005–2008, 2018–2021)

## Discografia

### Álbuns
| Titulo                        | Detalhes                                           | Posição de pico | Posição de pico |
| Titulo                        | Detalhes                                           | EUA             | AUS             |
| ----------------------------- | -------------------------------------------------- | --------------- | --------------- |
| Take It While It's Hot        | - Lançado: 1988 - Gravadora: Atco/Atlantic Records | 63              | —               |
| Love Child                    | - Lançado: 1990 - Gravadora: Atco/Atlantic Records | 78              | 142             |
| Time to Jam (The Remix Album) | - Lançado: 1991 - Gravadora: Atco/Atlantic Records |                 | —               |

### Singles
| Ano  | Single                             | Posição de pico | Posição de pico     | Posição de pico         | Posição de pico | Álbums                 |
| Ano  | Single                             | EUA             | Hot Dance/Club Play | Hot Dance Singles Sales | AUS             | Álbums                 |
| ---- | ---------------------------------- | --------------- | ------------------- | ----------------------- | --------------- | ---------------------- |
| 1986 | "Hooked on You"                    | 64              | —                   | —                       | —               | Take It While It's Hot |
| 1987 | "Victim of Love"                   | —               | 44                  | —                       | —               | Take It While It's Hot |
| 1988 | "Take It While It's Hot"           | 57              | 14                  | 7                       | —               | Take It While It's Hot |
| 1988 | "Never Let You Go"                 | 58              | 1                   | 1                       | —               | Take It While It's Hot |
| 1989 | "Sincerely Yours" (com Romeo J.D.) | 14              | 30                  | —                       | —               | Take It While It's Hot |
| 1989 | "Hooked on You" (Remix)            | 23              | —                   | —                       | —               | Take It While It's Hot |
| 1990 | "Love Child"                       | 13              | 15                  | 6                       | —               | Love Child             |
| 1990 | "If Wishes Came True"              | 1               | —                   | —                       | 68              | Love Child             |
| 1990 | "Each and Every Time"              | 59              | —                   | —                       | —               | Love Child             |
| 1991 | "One Good Man"                     | —               | —                   | —                       | —               | Love Child             |
| 1992 | "I Surrender" (Berrios Remix)      | —               | —                   | —                       | —               | Love Child             |
| 2005 | "My Body, Tu Cuerpo"               | —               | —                   | —                       | —               | Single sem álbum       |